# Camino de la Vera Cruz desde los Pirineos

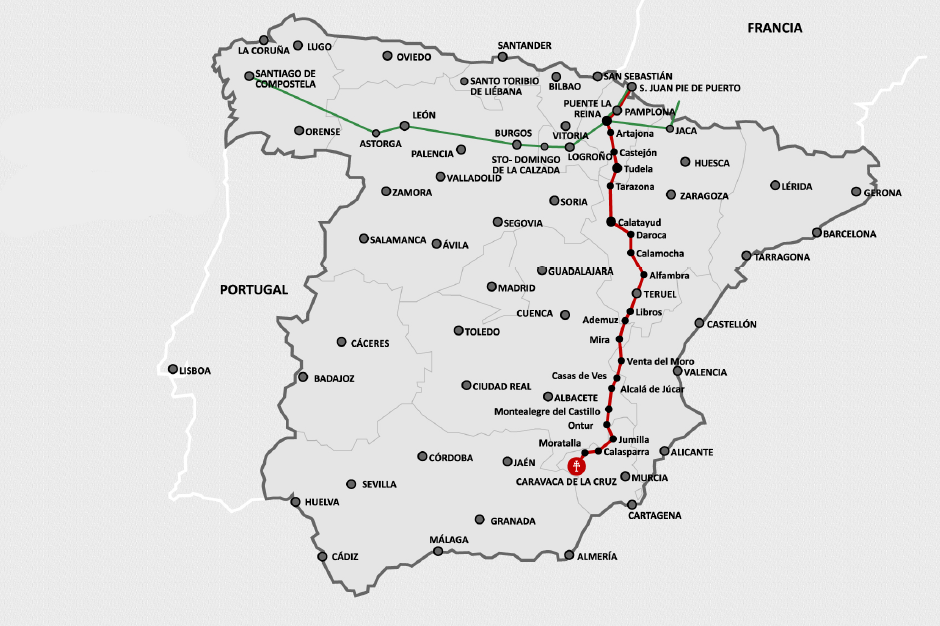
Mapa de España, con el trazado del Camino de la Vera Cruz (rojo) y el del Camino de Santiago (verde).

El Camino de la Vera Cruz desde los Pirineos está basado en el proyecto turístico-cultural ideado y promovido por Juan Francisco Cerezo Torres (Presidente Honorífico de la Sociedad Geográfica de la Región de Murcia y Presidente de Amigos del Camino de la Cruz de Caravaca). 
Actualmente, este camino es recorrido por peregrinos que van desde la cordillera montañosa que le da nombre hasta la población de Caravaca de la Cruz, donde se venera una reliquia de la Cruz en la que Jesucristo fue crucificado, según la religión Católica y que encontró la Emperatriz Santa Elena.
El recorrido atraviesa Navarra, transcurre por Aragón, Valencia y Castilla-La Mancha, hasta llegar a la Región de Murcia. Son casi 900 kilómetros que hoy han sido recuperados y puestos en valor para atraer a los nuevos peregrinos; aquellos que, emulando a los viajeros de antaño, rinden hoy culto y devoción a la Santísima y Vera Cruz de Caravaca.
Caravaca de la Cruz es una de las tres ciudades santas de la península ibérica, lugar de peregrinación permanente desde la concesión en 2003 por parte de la Santa Sede del Año Jubilar a perpetuidad. Las otras dos serían Santiago de Compostela y Santo Toribio de Liébana (Cantabria)

## Trazado de la ruta

### Ruta principal
| Municipio                | Provincia |
| ------------------------ | --------- |
| Roncesvalles             | Navarra   |
| Pamplona                 | Navarra   |
| Puente la Reina          | Navarra   |
| Mendigorría              | Navarra   |
| Artajona                 | Navarra   |
| Falces                   | Navarra   |
| Peralta                  | Navarra   |
| Marcilla                 | Navarra   |
| Milagro                  | Navarra   |
| Tudela                   | Navarra   |
| Tarazona                 | Zaragoza  |
| Illueca                  | Zaragoza  |
| Torralba de Ribota       | Zaragoza  |
| Calatayud                | Zaragoza  |
| Daroca                   | Zaragoza  |
| Calamocha                | Teruel    |
| Cutanda                  | Teruel    |
| Alfambra                 | Teruel    |
| Teruel                   | Teruel    |
| Villel                   | Teruel    |
| Tramacastiel             | Teruel    |
| Libros                   | Teruel    |
| Ademuz                   | Valencia  |
| Moya                     | Cuenca    |
| Mira                     | Cuenca    |
| Venta del Moro           | Valencia  |
| Casas de Ves             | Albacete  |
| Alcalá del Júcar         | Albacete  |
| Alpera                   | Albacete  |
| Montealegre del Castillo | Albacete  |
| Ontur                    | Albacete  |
| Jumilla                  | Murcia    |
| Calasparra               | Murcia    |
| Moratalla                | Murcia    |
| Caravaca de la Cruz      | Murcia    |